# Frits van Oostrom
Frits van Oostrom, nizozemski humanist in akademik, * 1953, Utrecht, Nizozemska.
Oostrom je profesor humanistike na Univerzi v Utrechtu; predhodno je predaval na Univerzi v Leidnu. 
Maja 2005 je postal predsednik Kraljeve nizozemske akademije umetnosti in znanosti za dobo treh let.